# Międzynarodowy Festiwal Muzyki Sakralnej
Międzynarodowy Festiwal Muzyki Sakralnej odbywa się co roku w Warszawie najczęściej na przełomie maja i czerwca. Pierwszy festiwal odbył się w 1991 roku. Jego pomysłodawcą był Przemysław Kapituła. Festiwal swym patronatem objęło Ministerstwo Kultury i Sztuki oraz Episkopat Polski.

## Cele
Celem festiwalu jest prezentacja twórczości muzycznej związanej m.in. z chrześcijaństwem w atrakcyjnej formie i na wysokim poziomie artystycznym.

## Historia
Festiwal odbywa się corocznie od 1991 roku w Warszawie. W ramach festiwalu gościło kilka tysięcy wykonawców z całego świata. Byli to m.in.:
- Papieski chór Capella Sixtina pod dyr. Maestra D.Bartolucciego
- Wiener Sängerknaben
- Mozart Knabenchor Wien
- Poznańskie Słowiki z prof. S.Stuligroszem
- Polskie Słowiki
- The Luther Nordix Choir
- Chór Archikatedry Warszawskiej do dyr. ks. Andrzeja Filabera
- Chór Polskiego Radia w Krakowie
- Gloger Festival Choir
- Chór Katedry Prawosławnej w Królewcu
- Zespół Narodowej Muzyki Sakralnej „Svetilen”
- Orkiestra Teatru Wielkiego – Opery Narodowej w Warszawie
- Orkiestra Sinfonia Varsovia
- Narodowa Orkiestra Symfoniczna Polskiego Radia w Katowicach
- Orkiestra Archikatedry Warszawskiej
- Orkiestra Filharmonii Pomorskiej w Bydgoszczy
- Orkiestra Symfoniczna i Chór Filharmonii Lwowskiej
- Kapela Chóralna „Trembita” ze Lwowa
- Orkiestra Berlin Baroque i chór Monteverdi-Chor Berlin
- Figuralchor Berlin
- B. Ładysz
- W. Ochman
- L. Lohmann
- H.F. Haselböckowie

## Nagroda
Nagroda Przewodniczącego Konferencji Episkopatu Polski (dawniej nagroda Prymasa Polski) „Srebrna Piszczałka” przyznawana jest za wybitne osiągnięcia i wkład w rozwój muzyki sakralnej w Polsce. Nagroda wręczana jest corocznie podczas Międzynarodowego Festiwalu Muzyki Sakralnej w Warszawie.
Laureaci:
- prof. Stefan Stuligrosz (2000)
- prof. dr hab. Jerzy Erdman (2001)
- prof. Józef Świder (2002)
- ks. prof. dr hab. Ireneusz Pawlak (2003)
- ks. dr Zbigniew Piasecki (2004)
- ks. prof. dr hab. Andrzej Filaber (2005)
- ks. prof. Andrzej Zając (2006)
- dr hab. Remigiusz Pośpiech (2007)
- ks. dr hab. Antoni Reginek (2008)
- Przemysław Kapituła (2009)
- dr Jan Rybarski (2010)
- prof. dr hab. Paweł Łukaszewski (2011)
- Jacek Sykulski (2012)
- o. Nikodem Kilnar (2013)
- ks. prałat Szymon Daszkiewicz (2014)
- ks. dr hab. Robert Tyrała (2015)
- ks. prof. Jacek Bramorski (2016)
- prof. dr hab. Wiesław Delimat (2017)
- prof. dr hab. Zofia Konaszkiewicz (2018)[6]
- ks. dr Joachim Waloszek (2019)[7]